# Denizli (circonscription électorale)
Pour les articles homonymes, voir Denizli.
La circonscription électorale de Denizli correspond à la province du même nom et envoie 7 députés à la Grande assemblée nationale de Turquie (7 entre 1995 et 2018, 8 entre 2018 et 2023).

## Composition
La circonscription de Denizli est divisée en 19 districts (ilçe). Chaque district est composé d'un chef-lieu et de municipalités (communes et villages).

## Résultats électoraux

### Élections législatives de juin 2015
| Partis                   | Partis                                        | Voix | %   | Sièges | +/-           | Élus                                                 |
| ------------------------ | --------------------------------------------- | ---- | --- | ------ | ------------- | ---------------------------------------------------- |
|                          | Parti de la justice et du développement (AKP) |      |     | 3      | 1             | Nihat Zeybeckci, Mehmet Yüksel et Bilal Uçar         |
|                          | Parti républicain du peuple (CHP)             |      |     | 3      | 1             | Melike Basmacı, Kazım Arslan et Gülizar Biçer Karaca |
|                          | Parti d'action nationaliste (MHP)             |      |     | 1      | en stagnation | Emin Haluk Ayhan                                     |
|                          |                                               |      |     |        |               |                                                      |
| Total                    | Total                                         |      | 100 | 7      | en stagnation | -                                                    |
| Inscrits / participation |                                               |      |     |        |               |                                                      |

### Élections législatives de novembre 2015
| Partis                   | Partis                                        | Voix | %   | Sièges | +/-           | Élus                                                        |
| ------------------------ | --------------------------------------------- | ---- | --- | ------ | ------------- | ----------------------------------------------------------- |
|                          | Parti de la justice et du développement (AKP) |      |     | 4      | 1             | Nihat Zeybeckci, Sema Ramazanoğlu, Şahin Tin et Cahit Özkan |
|                          | Parti républicain du peuple (CHP)             |      |     | 2      | 1             | Melike Basmacı et Kazım Arslan                              |
|                          | Parti d'action nationaliste (MHP)             |      |     | 1      | en stagnation | Emin Haluk Ayhan                                            |
|                          |                                               |      |     |        |               |                                                             |
| Total                    | Total                                         |      | 100 | 7      | en stagnation | -                                                           |
| Inscrits / participation |                                               |      |     |        |               |                                                             |

### Élections législatives de 2018
| Partis                   | Partis                                        | Voix    | %     | Sièges | +/-           | Élus                                                      |
| ------------------------ | --------------------------------------------- | ------- | ----- | ------ | ------------- | --------------------------------------------------------- |
|                          | Parti de la justice et du développement (AKP) | 278 925 | 37,24 | 4      | en stagnation | Cahit Özkan, Şahin Tin, Ahmet Yıldız et Nilgün Ök         |
|                          | Parti républicain du peuple (CHP)             | 192 012 | 25,63 | 3      | 1             | Gülizar Biçer Karaca, Kazım Arslan et Haşim Teoman Sancar |
|                          | Le Bon Parti (İYİ)                            | 112 713 | 15,05 | 1      | Nv.           | Yasin Öztürk                                              |
|                          | Parti d'action nationaliste (MHP)             | 63 105  | 8,42  | 0      | 1             |                                                           |
|                          | Parti démocratique des peuples (HDP)          | 27 588  | 3,68  | 0      | en stagnation |                                                           |
|                          | Parti de la félicité (SP)                     | 5 723   | 0,76  | 0      | en stagnation |                                                           |
|                          | Parti patriote (VATAN)                        | 2 176   | 0,29  | 0      | en stagnation |                                                           |
|                          | Parti de la cause libre (HÜDA PAR)            | 1 740   | 0,20  | 0      | en stagnation |                                                           |
|                          | Indépendants (Ind.)                           | 573     | 0,08  | 0      | en stagnation |                                                           |
|                          |                                               |         |       |        |               |                                                           |
| Total                    | Total                                         | 684 555 | 100   | 8      | 1             | -                                                         |
| Inscrits / participation | Inscrits / participation                      | 749 055 | 91,14 |        |               |                                                           |

### Élections législatives de 2023
| Partis                   | Partis                                        | Voix    | %     | Sièges | +/-           | Élus                                                 |
| ------------------------ | --------------------------------------------- | ------- | ----- | ------ | ------------- | ---------------------------------------------------- |
|                          | Parti de la justice et du développement (AKP) | 249 278 | 33,99 | 3      | 1             | Cahit Özkan, Şahin Tin et Nilgün Ök                  |
|                          | Parti républicain du peuple (CHP)             | 233 993 | 31,90 | 3      | en stagnation | Gülizar Biçer Karaca, Şeref Arpacı et Sema Silkin Ün |
|                          | Le Bon Parti (İYİ)                            | 103 121 | 14,06 | 1      | en stagnation | Yasin Öztürk                                         |
|                          | Parti d'action nationaliste (MHP)             | 62 060  | 8,46  | 0      | en stagnation |                                                      |
|                          | Parti de la gauche verte (YSP)                | 19 186  | 2,62  | 0      | en stagnation |                                                      |
|                          | Parti de la victoire (ZP)                     | 18 741  | 2,56  | 0      | Nv.           |                                                      |
|                          | Parti de la grande unité (BBP)                | 10 455  | 1,43  | 0      | en stagnation |                                                      |
|                          | Parti de la patrie (M)                        | 10 091  | 1,38  | 0      | Nv.           |                                                      |
|                          | Nouveau parti de la prospérité (YRP)          | 9 947   | 1,36  | 0      | Nv.           |                                                      |
|                          | Parti des travailleurs de Turquie (TIP)       | 7 781   | 1,06  | 0      | en stagnation |                                                      |
|                          | Parti jeune (GP)                              | 2 841   | 0,39  | 0      | en stagnation |                                                      |
|                          | Parti patriote (VATAN)                        | 1 060   | 0,14  | 0      | en stagnation |                                                      |
|                          | Parti de la nation (MP)                       | 1 041   | 0,14  | 0      | en stagnation |                                                      |
|                          | Parti de gauche (SOL)                         | 659     | 0,09  | 0      | en stagnation |                                                      |
|                          | Parti de l'union du pouvoir (GBP)             | 637     | 0,09  | 0      | Nv.           |                                                      |
|                          | Parti des droits et libertés (HAK)            | 628     | 0,09  | 0      | en stagnation |                                                      |
|                          | Parti communiste de Turquie (TKP)             | 543     | 0,07  | 0      | en stagnation |                                                      |
|                          | Parti de libération du peuple (HKP)           | 490     | 0,07  | 0      | en stagnation |                                                      |
|                          | Parti de l'innovation (YP)                    | 272     | 0,04  | 0      | Nv.           |                                                      |
|                          | Mouvement communiste (TKH)                    | 203     | 0,03  | 0      | Nv.           |                                                      |
|                          | Parti de la justice (AP)                      | 47      | 0,01  | 0      | Nv.           |                                                      |
|                          | Parti de la justice et de l'unité (AB)        | 33      | 0,00  | 0      | Nv.           |                                                      |
|                          | Parti de la mère patrie (ANAP)                | 20      | 0,00  | 0      | en stagnation |                                                      |
|                          | Parti de la route nationale (MYP)             | 4       | 0,00  | 0      | Nv.           |                                                      |
|                          | Indépendants (Ind.)                           | 267     | 0,04  | 0      | en stagnation |                                                      |
|                          |                                               |         |       |        |               |                                                      |
| Total                    | Total                                         | 733 498 | 100   | 7      | 1             | -                                                    |
| Inscrits / participation | Inscrits / participation                      | 795 283 | 91,65 |        |               |                                                      |